# جون بلمر هوبسون
جون بلمر هوبسون (14 يناير 1883 - 8 أغسطس 1969م)، كان عضوًا بارزًا في المتطوعين الأيرلنديين وجماعة الإخوان الجمهوريين الإيرلندية (IRB) قبل ثورة عيد الفصح عام 1916. وعلى الرغم من أنه كان عضوًا في IRB الذي خطط للانتفاضة، فقد عارضهم وحاول منع الانتفاضة.